# 187 до н. е.

## Події
- 187 (Т. Лівій. Історія. М., 1989-93, т.3, с.302-324) — Консули Марк Емілій Лепід (патрицій) і Гай Фламіній (плебей).
- 187 — Будівництво «Емілієвої дороги» від Арімін (Ріміні) до Плацентії.
- 187 — Карфаген запропонував виплатити відразу всю контрибуцію за решту 36 років.
- Бл. 187 — Фракійці, перреби і афаманці направили посольства в Рим зі скаргами на Філіпа. Філіп мав вивести гарнізони з їхніх міст.
- 187 — Від Антіоха відколюються Вірменія і Софена, хвилювання в східних сатрапіях. Антіох убитий при спробі заволодіти скарбами храму Бела в Елімаїді.
- 187—175 — Цар Селевкідів Селевк IV. Син Антіоха III.
- Падіння імперії Маур'їв.
- 187 — Останній з династії Маур'їв Бріхадратха повалений і убитий своїм воєначальником Пушьямітрою.
- 187-73 (184-72) — Династія Шунга в Маґадзі. Підтримували брахманізм.
- 187—180 — Імператриця Китаю Люй-хоу.